# Nick Faust
Nicholas David Jordan "Nick" Faust (Baltimore, Maryland, 25 de febrero de 1993) es un jugador de baloncesto estadounidense que forma parte del plantel de Leones de Santo Domingo de la Liga Nacional de Baloncesto de la República Dominicana. Con 1,98 metros de estatura, juega en la posición de escolta.

## Trayectoria deportiva

### Universidad
Jugó tres temporadas con los Maryland de la Universidad de Maryland, en las que promedió 9,3 puntos, 3,8 rebotes, 2,2 asistencias y 1,0 robos de balón por partido. En su primera temporada fue incluido en el mejor quinteto freshman de la Atlantic Coast Conference. En 2014 fue transferido a los 49ers de la Universidad Estatal de California, Long Beach, donde tras cumplir el preceptivo año de sanción que impone la NCAA, jugó una temporada más, en la que promedió 17,4 puntos, 6,1 rebotes y 2,2 asistencias por partido, siendo elegido debutante del año de la Big West Conference e incluido en el mejor quinteto de la conferencia.

### Profesional
Tras no ser elegido en el Draft de la NBA de 2016, en el mes de julio firmó su primer contrato profesional con el Ironi Nahariya de la Ligat ha'Al israelí. En su primera temporada acabó con 11 puntos y 4 rebotes por partido.
En julio de 2017 arregló su incorporación al equipo ruso BC Parma, pero la misma quedó anulada poco después. Faust recién volvería a jugar profesionalmente en febrero de 2018 cuando fue contratado por el Orlandina Basket de la Lega Basket Serie A de Italia.
Posteriormente Faust jugaría dos temporadas en la máxima categoría del baloncesto húngaro como parte del Atomerőmű SE, y una en la Polska Liga Koszykówki con el Spójnia Stargard, club al que llegó como sustituto de su compatriota Wayne Blackshear.
En octubre de 2021 comenzó a jugar profesionalmente en ligas fuera de Europa al hacer su arribo a los Hsinchu JKO Lioneers de la P.League+ de Taiwán. En ese país también jugaría para los Formosa Taishin Dreamers, otro equipo de la P.League+, y para los Tainan TSG GhostHawks de la T1 League.
En 2023 dejó Asia para actuar en el baloncesto latinoamericano, primero en la Superliga Profesional de Baloncesto de Venezuela con los Spartans Distrito Capital, luego en la Liga Nacional de Baloncesto de República Dominicana con los Leones de Santo Domingo, y finalmente en la Liga Nacional de Baloncesto Profesional de México con los Freseros de Irapuato.
En diciembre de 2023 se unió al Amartha Hangtuah de la IBL de Indonesia.
En mayo de 2024 fue fichado por el Petro de Luanda para disputar la última fase de la temporada 2024 de la BAL. Su actuación fue fundamental para que su equipo conquistase el título en disputa.  
En abril de 2025 reforzó a La Tribu de Quisqueya del Torneo Superior de Baloncesto de La Romana de República Dominicana.